# ما ز یاران چشم یاری داشتیم
غزلی با مطلعِ «ما ز یاران چشم یاری داشتیم» غزل شمارهٔ ۳۶۹ از دیوانِ حافظ در تصحیحِ محمد قزوینی و قاسم غنی است.

## وزن
فاعلاتن فاعلاتن فاعلن

## در اجراها
محمّدرضا شجریان در برنامهٔ شمارهٔ ۲۴۵ از مجموعهٔ برگ سبز این غزل را در دستگاهِ سه‌گاه اجرا کرده‌است.